# Kosmos 954
Kosmos 954 byla sovětská špionážní družice s jaderným reaktorem, která se silně poškozená pravděpodobně po střetu s cizím tělesem zřítila na pevninskou Kanadu.
Satelit byl vypuštěn 18. září 1977 a ke zřícení došlo 24. ledna 1978. Většina družice shořela v atmosféře a na zem dopadlo kromě trosek včetně drobných částí reaktoru i několik kilogramů velmi radioaktivního jaderného paliva, z něhož bylo nalezeno jen několik desetin procent. Nicméně odborná analýza ukázala, že nešlo kvůli vysokému stupni rozptýlení velmi malých částí o vážné riziko pro zdraví a životní prostředí. Celkem bylo nalezeno 65 kilogramů materiálu z družice, většinou vůbec nebo nepříliš radioaktivního, ale jeden úlomek vykazoval smrtelně nebezpečnou hodnotu záření cca 500 rentgenů za hodinu a pocházel z jaderného paliva. Pátrání stálo 14 milionů kanadských dolarů (přepočet 2019: 9 mld. Kč), o něž vedla Kanada spor se Sovětským svazem. Ten nakonec zaplatil 3 miliony kanadských dolarů jako plné a konečné řešení (na základě speciálního protokolu z roku 1981).Od družic s jaderným reaktorem upustil Sovětský svaz v roce 1988, nicméně na oběžné dráze v roce 2019 zůstávalo ještě 30 dalších vysloužilých družic s jadernými reaktory.